# Rio Ferdinand
Rio Gavin Ferdinand (Londra, 7 novembre 1978) è un ex calciatore inglese, di ruolo difensore.
Ha legato la sua carriera al Manchester United, con cui ha militato dal 2002 al 2014, vincendo sei Premier League, una FA Cup, tre Football League Cup, sei Community Shield, una UEFA Champions League e una Coppa del mondo per club.
Con la nazionale inglese ha partecipato a tre Mondiali (1998, 2002 e 2006).

## Biografia
Di origini irlandesi dal lato materno e santaluciane dal lato paterno, è il fratello maggiore di Anton e cugino di Les Ferdinand, entrambi calciatori professionisti. Nel 2009 ha sposato Rebecca Ellison, dalla quale ha avuto tre figli: Lorenz, Tate e Tia. Il 2 maggio 2015 la moglie è morta dopo una lunga battaglia con il cancro al seno.

## Caratteristiche tecniche
Centrale di difesa roccioso e dotato di grande personalità, nonché molto abile nei colpi di testa, ha sviluppato nel corso della carriera un notevole senso dell'anticipo nei confronti degli attaccanti. È considerato uno dei migliori difensori inglesi, nonché uno dei migliori difensori in generale, della sua generazione.

## Carriera

### Club

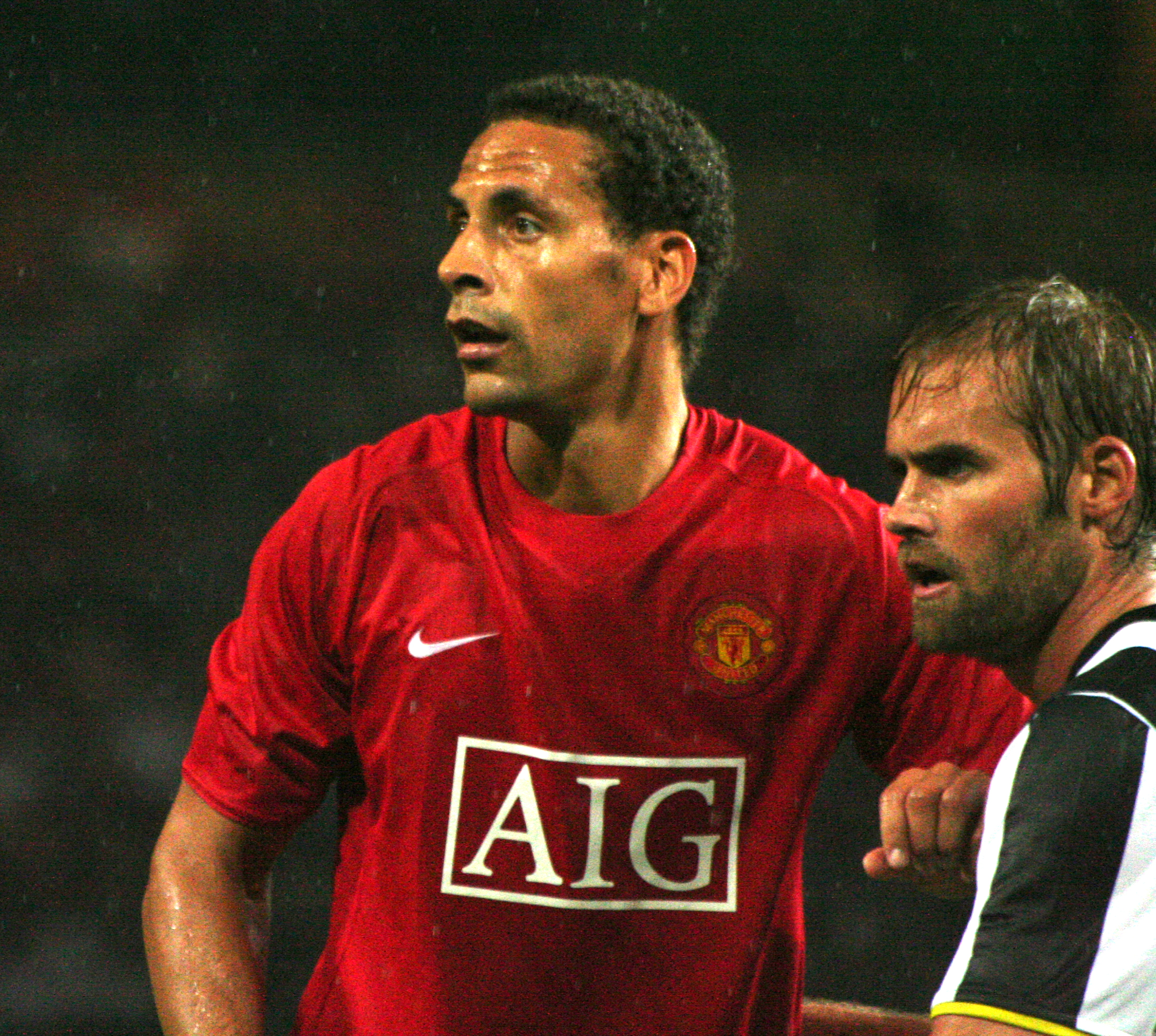
Ferdinand marca Olof Mellberg in un'amichevole estiva del 2008 contro la Juventus.

Iniziò la carriera al West Ham United. Il 5 maggio 1996 fece il suo debutto nella squadra sostituendo Tony Cottee in una partita casalinga contro lo Sheffield. Nella stagione 1997-1998 Ferdinand, allora ventenne, vinse il premio come miglior giocatore giovane dell'anno.
Il suo passaggio dal West Ham al Leeds United nel 2000 per 18 milioni di sterline fu per un periodo il trasferimento record del calcio inglese. L'anno successivo il giocatore indossava la fascia da capitano dei Leeds. Nel 2002 il calciatore passò al Manchester United riprendendosi il "riconoscimento" come difensore più pagato della storia che nel 2001 gli era stato sottratto da Lilian Thuram, nel suo passaggio dal Parma alla Juventus.
Segna il suo primo gol con i Red Devils il 14 dicembre 2005, in una partita contro il Wigan poi terminata 4-0 per lo United mentre il suo primo gol internazionale risale invece al 23 ottobre 2007 quando, durante un incontro di Champions League contro la Dinamo Kiev, segnò su colpo di testa.
Sempre con la squadra inglese nel 2008 raggiunge la finale della UEFA Champions League contro il Chelsea: in questa partita, poi vinta dallo United, Ferdinand indossa la fascia da capitano fino all'entrata di Giggs all'88 minuto e furono proprio il gallese e l'inglese ad alzare la coppa. Inizia la stagione 2013-2014 vincendo il Community Shield, grazie al 2-0 ai danni del Wigan. Il 12 maggio 2014 annuncia che al termine della stagione avrebbe lasciato il Manchester United dopo dodici anni.
Il 17 luglio, tramite il sito ufficiale del Queens Park Rangers, viene annunciato il suo ingaggio da parte della squadra di Harry Redknapp, con la quale firma un contratto annuale. A fine stagione il QPR retrocede e Ferdinand decide di non rinnovare il proprio contratto con il club londinese. Il 30 maggio 2015 annuncia il suo ritiro dal calcio giocato.

### Nazionale

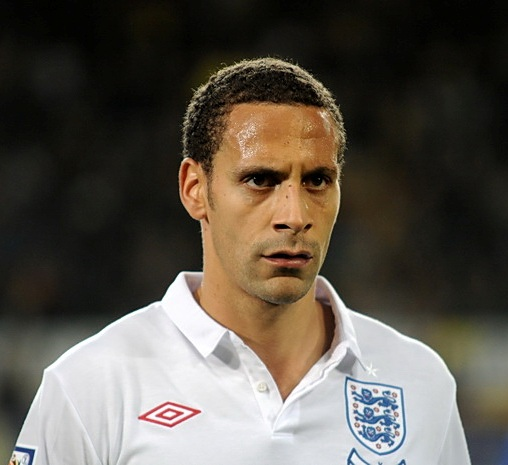
Ferdinand con la maglia della nazionale inglese nel 2009.

Con la divisa inglese Ferdinand fece il suo esordio il 15 novembre 1997 a 19 anni e 8 giorni, sostituendo un giocatore inglese nell'amichevole contro il Camerun. Quella partita gli permise di ottenere un altro record, quello del difensore più giovane che abbia giocato per la nazionale inglese. Tuttavia nel 2006 il record venne battuto da Micah Richards. Nel 2003 è stato escluso dalla nazionale per la partita contro la Turchia, per non essersi sottoposto ad un test antidoping.
Con la Nazionale ha disputato oltre 70 partite a partire dal 1997. Con l'arrivo del Ct Fabio Capello diventa vice-capitano della Nazionale dei 3 Leoni: dopo lo scandalo sessuale che coinvolge il capitano John Terry nel Febbraio 2010, ne eredita la fascia. Inserito nella lista dei 23 convocati per il campionato del mondo 2010, il 4 giugno 2010 è costretto a rinunciare alla competizione a causa di un infortunio al ginocchio. Non è stato inserito nella lista dei 23 convocati per il campionato d'Europa 2012.
Il 16 maggio 2013 si ritira dalla nazionale.

## Statistiche

### Presenze e reti nei club
| Stagione                 | Squadra                  | Campionato               | Campionato | Campionato | Coppe nazionali | Coppe nazionali | Coppe nazionali | Coppe continentali | Coppe continentali | Coppe continentali | Altre coppe | Altre coppe | Altre coppe | Totale | Totale |
| Stagione                 | Squadra                  | Comp                     | Pres       | Reti       | Comp            | Pres            | Reti            | Comp               | Pres               | Reti               | Comp        | Pres        | Reti        | Pres   | Reti   |
| ------------------------ | ------------------------ | ------------------------ | ---------- | ---------- | --------------- | --------------- | --------------- | ------------------ | ------------------ | ------------------ | ----------- | ----------- | ----------- | ------ | ------ |
| 1995-1996                | West Ham Utd             | PL                       | 1          | 0          | FACup+CdL       | 0               | 0               | -                  | -                  | -                  | -           | -           | -           | 1      | 0      |
| 1996-gen. 1997           | West Ham Utd             | PL                       | 15         | 2          | FACup+CdL       | 1+1             | 0               | -                  | -                  | -                  | -           | -           | -           | 17     | 2      |
| gen.-giu. 1997           | Bournemouth              | SD                       | 10         | 0          | FACup+CdL       | -               | -               | -                  | -                  | -                  | FLT         | 1           | 0           | 11     | 0      |
| 1997-1998                | West Ham Utd             | PL                       | 35         | 0          | FACup+CdL       | 6+5             | 0               | -                  | -                  | -                  | -           | -           | -           | 46     | 0      |
| 1998-1999                | West Ham Utd             | PL                       | 31         | 0          | FACup+CdL       | 1+1             | 0               | -                  | -                  | -                  | -           | -           | -           | 33     | 0      |
| 1999-2000                | West Ham Utd             | PL                       | 33         | 0          | FACup+CdL       | 1+3             | 0               | Int+CU             | 6+3                | 0                  | -           | -           | -           | 46     | 0      |
| lug.-nov. 2000           | West Ham Utd             | PL                       | 12         | 0          | FACup+CdL       | 0+2             | 0               | -                  | -                  | -                  | -           | -           | -           | 14     | 0      |
| Totale West Ham Utd      | Totale West Ham Utd      | Totale West Ham Utd      | 127        | 2          |                 | 21              | 0               |                    | 9                  | 0                  |             | -           | -           | 157    | 2      |
| nov. 2000-2001           | Leeds Utd                | PL                       | 23         | 2          | FACup+CdL       | 2+0             | 0               | UCL                | 7                  | 1                  | -           | -           | -           | 32     | 3      |
| 2001-2002                | Leeds Utd                | PL                       | 31         | 0          | FACup+CdL       | 1+2             | 0               | CU                 | 7                  | 0                  | -           | -           | -           | 41     | 0      |
| Totale Leeds Utd         | Totale Leeds Utd         | Totale Leeds Utd         | 54         | 2          |                 | 5               | 0               |                    | 14                 | 1                  |             | -           | -           | 73     | 3      |
| 2002-2003                | Manchester Utd           | PL                       | 28         | 0          | FACup+CdL       | 3+4             | 0               | UCL                | 11                 | 0                  | -           | -           | -           | 46     | 0      |
| 2003-2004                | Manchester Utd           | PL                       | 20         | 0          | FACup+CdL       | 0               | 0               | UCL                | 6                  | 0                  | CS          | 1           | 0           | 27     | 0      |
| 2004-2005                | Manchester Utd           | PL                       | 31         | 0          | FACup+CdL       | 5+1             | 0               | UCL                | 5                  | 0                  | CS          | 0           | 0           | 42     | 0      |
| 2005-2006                | Manchester Utd           | PL                       | 37         | 3          | FACup+CdL       | 2+5             | 0               | UCL                | 8                  | 0                  | -           | -           | -           | 52     | 3      |
| 2006-2007                | Manchester Utd           | PL                       | 33         | 1          | FACup+CdL       | 7+0             | 0               | UCL                | 9                  | 0                  | -           | -           | -           | 49     | 1      |
| 2007-2008                | Manchester Utd           | PL                       | 35         | 2          | FACup+CdL       | 4+0             | 0               | UCL                | 11                 | 1                  | CS          | 1           | 0           | 51     | 3      |
| 2008-2009                | Manchester Utd           | PL                       | 24         | 0          | FACup+CdL       | 3+1             | 0               | UCL                | 11                 | 0                  | CS+SU+Cmc   | 1+1+2       | 0           | 43     | 0      |
| 2009-2010                | Manchester Utd           | PL                       | 13         | 0          | FACup+CdL       | 0+1             | 0               | UCL                | 6                  | 0                  | CS          | 1           | 0           | 21     | 0      |
| 2010-2011                | Manchester Utd           | PL                       | 19         | 0          | FACup+CdL       | 2+1             | 0               | UCL                | 7                  | 0                  | CS          | 0           | 0           | 29     | 0      |
| 2011-2012                | Manchester Utd           | PL                       | 30         | 0          | FACup+CdL       | 1+0             | 0               | UCL+UEL            | 4+2                | 0                  | CS          | 1           | 0           | 38     | 0      |
| 2012-2013                | Manchester Utd           | PL                       | 28         | 1          | FACup+CdL       | 2+0             | 0               | UCL                | 4                  | 0                  | -           | -           | -           | 34     | 1      |
| 2013-2014                | Manchester Utd           | PL                       | 14         | 0          | FACup+CdL       | 1+1             | 0               | UCL                | 7                  | 0                  | CS          | 0           | 0           | 23     | 0      |
| Totale Manchester United | Totale Manchester United | Totale Manchester United | 312        | 7          |                 | 44              | 0               |                    | 92                 | 1                  |             | 8           | 0           | 455    | 8      |
| 2014-2015                | QPR                      | PL                       | 11         | 0          | FACup+CdL       | 1+0             | 0               | -                  | -                  | -                  | -           | -           | -           | 12     | 0      |
| Totale carriera          | Totale carriera          | Totale carriera          | 514        | 11         |                 | 71              | 0               |                    | 114                | 2                  |             | 9           | 0           | 708    | 13     |

### Cronologia presenze e reti in nazionale
| Cronologia completa delle presenze e delle reti in nazionale ― Inghilterra | Cronologia completa delle presenze e delle reti in nazionale ― Inghilterra | Cronologia completa delle presenze e delle reti in nazionale ― Inghilterra | Cronologia completa delle presenze e delle reti in nazionale ― Inghilterra | Cronologia completa delle presenze e delle reti in nazionale ― Inghilterra | Cronologia completa delle presenze e delle reti in nazionale ― Inghilterra | Cronologia completa delle presenze e delle reti in nazionale ― Inghilterra | Cronologia completa delle presenze e delle reti in nazionale ― Inghilterra |
| Data                                                                       | Città                                                                      | In casa                                                                    | Risultato                                                                  | Ospiti                                                                     | Competizione                                                               | Reti                                                                       | Note                                                                       |
| -------------------------------------------------------------------------- | -------------------------------------------------------------------------- | -------------------------------------------------------------------------- | -------------------------------------------------------------------------- | -------------------------------------------------------------------------- | -------------------------------------------------------------------------- | -------------------------------------------------------------------------- | -------------------------------------------------------------------------- |
| 15-11-1997                                                                 | Londra                                                                     | Inghilterra                                                                | 2 – 0                                                                      | Camerun                                                                    | Amichevole                                                                 | -                                                                          | 38’                                                                        |
| 25-3-1998                                                                  | Berna                                                                      | Svizzera                                                                   | 1 – 1                                                                      | Inghilterra                                                                | Amichevole                                                                 | -                                                                          |                                                                            |
| 29-5-1998                                                                  | Casablanca                                                                 | Belgio                                                                     | 0 – 0                                                                      | Inghilterra                                                                | Amichevole                                                                 | -                                                                          | 46’                                                                        |
| 14-10-1998                                                                 | Lussemburgo                                                                | Lussemburgo                                                                | 0 – 3                                                                      | Inghilterra                                                                | Qual. Euro 2000                                                            | -                                                                          |                                                                            |
| 18-11-1998                                                                 | Londra                                                                     | Inghilterra                                                                | 2 – 0                                                                      | Rep. Ceca                                                                  | Amichevole                                                                 | -                                                                          |                                                                            |
| 10-2-1999                                                                  | Londra                                                                     | Inghilterra                                                                | 0 – 2                                                                      | Francia                                                                    | Amichevole                                                                 | -                                                                          | 72’                                                                        |
| 28-4-1999                                                                  | Budapest                                                                   | Ungheria                                                                   | 1 – 1                                                                      | Inghilterra                                                                | Amichevole                                                                 | -                                                                          | 62’                                                                        |
| 5-6-1999                                                                   | Londra                                                                     | Inghilterra                                                                | 0 – 0                                                                      | Svezia                                                                     | Qual. Euro 2000                                                            | -                                                                          | 35’                                                                        |
| 23-2-2000                                                                  | Londra                                                                     | Inghilterra                                                                | 0 – 0                                                                      | Argentina                                                                  | Amichevole                                                                 | -                                                                          | 46’                                                                        |
| 15-11-2000                                                                 | Torino                                                                     | Italia                                                                     | 1 – 0                                                                      | Inghilterra                                                                | Amichevole                                                                 | -                                                                          |                                                                            |
| 28-2-2001                                                                  | Birmingham                                                                 | Inghilterra                                                                | 3 – 0                                                                      | Spagna                                                                     | Amichevole                                                                 | -                                                                          | 46’                                                                        |
| 24-3-2001                                                                  | Liverpool                                                                  | Inghilterra                                                                | 2 – 1                                                                      | Finlandia                                                                  | Qual. Mondiali 2002                                                        | -                                                                          |                                                                            |
| 28-3-2001                                                                  | Tirana                                                                     | Albania                                                                    | 1 – 3                                                                      | Inghilterra                                                                | Qual. Mondiali 2002                                                        | -                                                                          |                                                                            |
| 25-5-2001                                                                  | Derby                                                                      | Inghilterra                                                                | 4 – 0                                                                      | Messico                                                                    | Amichevole                                                                 | -                                                                          | 46’                                                                        |
| 6-6-2001                                                                   | Atene                                                                      | Grecia                                                                     | 0 – 2                                                                      | Inghilterra                                                                | Qual. Mondiali 2002                                                        | -                                                                          |                                                                            |
| 1-9-2001                                                                   | Monaco di Baviera                                                          | Germania                                                                   | 1 – 5                                                                      | Inghilterra                                                                | Qual. Mondiali 2002                                                        | -                                                                          |                                                                            |
| 5-9-2001                                                                   | Newcastle                                                                  | Inghilterra                                                                | 2 – 0                                                                      | Albania                                                                    | Qual. Mondiali 2002                                                        | -                                                                          |                                                                            |
| 6-10-2001                                                                  | Manchester                                                                 | Inghilterra                                                                | 2 – 2                                                                      | Grecia                                                                     | Qual. Mondiali 2002                                                        | -                                                                          |                                                                            |
| 10-11-2001                                                                 | Manchester                                                                 | Inghilterra                                                                | 1 – 1                                                                      | Svezia                                                                     | Amichevole                                                                 | -                                                                          |                                                                            |
| 13-2-2002                                                                  | Amsterdam                                                                  | Paesi Bassi                                                                | 1 – 1                                                                      | Inghilterra                                                                | Amichevole                                                                 | -                                                                          |                                                                            |
| 21-5-2002                                                                  | Seogwipo                                                                   | Inghilterra                                                                | 1 – 1                                                                      | Corea del Sud                                                              | Amichevole                                                                 | -                                                                          | 46’                                                                        |
| 26-5-2002                                                                  | Kōbe                                                                       | Inghilterra                                                                | 2 – 2                                                                      | Camerun                                                                    | Amichevole                                                                 | -                                                                          | 46’                                                                        |
| 2-6-2002                                                                   | Saitama                                                                    | Inghilterra                                                                | 1 – 1                                                                      | Svezia                                                                     | Mondiali 2002 - 1º turno                                                   | -                                                                          |                                                                            |
| 7-6-2002                                                                   | Sapporo                                                                    | Argentina                                                                  | 0 – 1                                                                      | Inghilterra                                                                | Mondiali 2002 - 1º turno                                                   | -                                                                          |                                                                            |
| 12-6-2002                                                                  | Ōsaka                                                                      | Nigeria                                                                    | 0 – 0                                                                      | Inghilterra                                                                | Mondiali 2002 - 1º turno                                                   | -                                                                          |                                                                            |
| 15-6-2002                                                                  | Niigata                                                                    | Danimarca                                                                  | 0 – 3                                                                      | Inghilterra                                                                | Mondiali 2002 - Ottavi di finale                                           | 1                                                                          |                                                                            |
| 21-6-2002                                                                  | Shizuoka                                                                   | Brasile                                                                    | 2 – 1                                                                      | Inghilterra                                                                | Mondiali 2002 - Quarti di finale                                           | -                                                                          | 86’                                                                        |
| 7-9-2002                                                                   | Birmingham                                                                 | Inghilterra                                                                | 1 – 1                                                                      | Portogallo                                                                 | Amichevole                                                                 | -                                                                          | 46’                                                                        |
| 12-2-2003                                                                  | Londra                                                                     | Inghilterra                                                                | 1 – 3                                                                      | Australia                                                                  | Amichevole                                                                 | -                                                                          | 46’                                                                        |
| 29-3-2003                                                                  | Vaduz                                                                      | Liechtenstein                                                              | 0 – 2                                                                      | Inghilterra                                                                | Qual. Euro 2004                                                            | -                                                                          |                                                                            |
| 2-4-2003                                                                   | Sunderland                                                                 | Inghilterra                                                                | 2 – 0                                                                      | Turchia                                                                    | Qual. Euro 2004                                                            | -                                                                          |                                                                            |
| 22-5-2003                                                                  | Durban                                                                     | Sudafrica                                                                  | 1 – 2                                                                      | Inghilterra                                                                | Amichevole                                                                 | -                                                                          | 46’                                                                        |
| 20-8-2003                                                                  | Ipswich                                                                    | Inghilterra                                                                | 3 – 1                                                                      | Croazia                                                                    | Amichevole                                                                 | -                                                                          | 61’                                                                        |
| 9-10-2004                                                                  | Manchester                                                                 | Inghilterra                                                                | 2 – 0                                                                      | Galles                                                                     | Qual. Mondiali 2006                                                        | -                                                                          |                                                                            |
| 13-10-2004                                                                 | Baku                                                                       | Azerbaigian                                                                | 0 – 1                                                                      | Inghilterra                                                                | Qual. Mondiali 2006                                                        | -                                                                          |                                                                            |
| 17-11-2004                                                                 | Madrid                                                                     | Spagna                                                                     | 1 – 0                                                                      | Inghilterra                                                                | Amichevole                                                                 | -                                                                          | 62’                                                                        |
| 26-3-2005                                                                  | Manchester                                                                 | Inghilterra                                                                | 4 – 0                                                                      | Irlanda del Nord                                                           | Qual. Mondiali 2006                                                        | -                                                                          |                                                                            |
| 30-3-2005                                                                  | Newcastle                                                                  | Inghilterra                                                                | 2 – 0                                                                      | Azerbaigian                                                                | Qual. Mondiali 2006                                                        | -                                                                          | 78’                                                                        |
| 17-8-2005                                                                  | Copenaghen                                                                 | Danimarca                                                                  | 4 – 1                                                                      | Inghilterra                                                                | Amichevole                                                                 | -                                                                          |                                                                            |
| 3-9-2005                                                                   | Cardiff                                                                    | Galles                                                                     | 0 – 1                                                                      | Inghilterra                                                                | Qual. Mondiali 2006                                                        | -                                                                          |                                                                            |
| 7-9-2005                                                                   | Belfast                                                                    | Irlanda del Nord                                                           | 1 – 0                                                                      | Inghilterra                                                                | Qual. Mondiali 2006                                                        | -                                                                          |                                                                            |
| 8-10-2005                                                                  | Manchester                                                                 | Inghilterra                                                                | 1 – 0                                                                      | Austria                                                                    | Qual. Mondiali 2006                                                        | -                                                                          | 65’                                                                        |
| 12-10-2005                                                                 | Manchester                                                                 | Inghilterra                                                                | 2 – 1                                                                      | Polonia                                                                    | Qual. Mondiali 2006                                                        | -                                                                          |                                                                            |
| 12-11-2005                                                                 | Ginevra                                                                    | Inghilterra                                                                | 3 – 2                                                                      | Argentina                                                                  | Amichevole                                                                 | -                                                                          |                                                                            |
| 1-3-2006                                                                   | Liverpool                                                                  | Inghilterra                                                                | 2 – 1                                                                      | Uruguay                                                                    | Amichevole                                                                 | -                                                                          |                                                                            |
| 30-5-2006                                                                  | Manchester                                                                 | Inghilterra                                                                | 3 – 1                                                                      | Ungheria                                                                   | Amichevole                                                                 | -                                                                          |                                                                            |
| 3-6-2006                                                                   | Manchester                                                                 | Inghilterra                                                                | 6 – 0                                                                      | Giamaica                                                                   | Amichevole                                                                 | -                                                                          |                                                                            |
| 10-6-2006                                                                  | Francoforte sul Meno                                                       | Inghilterra                                                                | 1 – 0                                                                      | Paraguay                                                                   | Mondiali 2006 - 1º turno                                                   | -                                                                          |                                                                            |
| 15-6-2006                                                                  | Norimberga                                                                 | Inghilterra                                                                | 2 – 0                                                                      | Trinidad e Tobago                                                          | Mondiali 2006 - 1º turno                                                   | -                                                                          |                                                                            |
| 20-6-2006                                                                  | Colonia                                                                    | Inghilterra                                                                | 2 – 2                                                                      | Svezia                                                                     | Mondiali 2006 - 1º turno                                                   | -                                                                          | 56’                                                                        |
| 25-6-2006                                                                  | Stoccarda                                                                  | Inghilterra                                                                | 1 – 0                                                                      | Ecuador                                                                    | Mondiali 2006 - Ottavi di finale                                           | -                                                                          |                                                                            |
| 1-7-2006                                                                   | Gelsenkirchen                                                              | Inghilterra                                                                | 0 – 0 dts (1 – 3 dtr)                                                      | Portogallo                                                                 | Mondiali 2006 - Quarti di finale                                           | -                                                                          |                                                                            |
| 16-8-2006                                                                  | Manchester                                                                 | Inghilterra                                                                | 4 – 0                                                                      | Grecia                                                                     | Amichevole                                                                 | -                                                                          |                                                                            |
| 6-9-2006                                                                   | Skopje                                                                     | Macedonia                                                                  | 0 – 1                                                                      | Inghilterra                                                                | Qual. Euro 2008                                                            | -                                                                          |                                                                            |
| 11-10-2006                                                                 | Zagabria                                                                   | Croazia                                                                    | 2 – 0                                                                      | Inghilterra                                                                | Qual. Euro 2008                                                            | -                                                                          | 20’                                                                        |
| 15-11-2006                                                                 | Amsterdam                                                                  | Paesi Bassi                                                                | 1 – 1                                                                      | Inghilterra                                                                | Amichevole                                                                 | -                                                                          |                                                                            |
| 7-2-2007                                                                   | Manchester                                                                 | Inghilterra                                                                | 0 – 1                                                                      | Spagna                                                                     | Amichevole                                                                 | -                                                                          |                                                                            |
| 24-3-2007                                                                  | Ramat Gan                                                                  | Israele                                                                    | 0 – 0                                                                      | Inghilterra                                                                | Qual. Euro 2008                                                            | -                                                                          |                                                                            |
| 28-3-2007                                                                  | Barcellona                                                                 | Andorra                                                                    | 0 – 3                                                                      | Inghilterra                                                                | Qual. Euro 2008                                                            | -                                                                          |                                                                            |
| 22-8-2007                                                                  | Londra                                                                     | Inghilterra                                                                | 1 – 2                                                                      | Germania                                                                   | Amichevole                                                                 | -                                                                          | 46’                                                                        |
| 8-9-2007                                                                   | Londra                                                                     | Inghilterra                                                                | 3 – 0                                                                      | Israele                                                                    | Qual. Euro 2008                                                            | -                                                                          |                                                                            |
| 12-9-2007                                                                  | Londra                                                                     | Inghilterra                                                                | 3 – 0                                                                      | Russia                                                                     | Qual. Euro 2008                                                            | 1                                                                          |                                                                            |
| 13-10-2007                                                                 | Londra                                                                     | Inghilterra                                                                | 3 – 0                                                                      | Estonia                                                                    | Qual. Euro 2008                                                            | -                                                                          | 46’                                                                        |
| 17-10-2007                                                                 | Mosca                                                                      | Russia                                                                     | 2 – 1                                                                      | Inghilterra                                                                | Qual. Euro 2008                                                            | -                                                                          | 58’                                                                        |
| 6-2-2008                                                                   | Londra                                                                     | Inghilterra                                                                | 2 – 1                                                                      | Svizzera                                                                   | Amichevole                                                                 | -                                                                          |                                                                            |
| 26-3-2008                                                                  | Saint-Denis                                                                | Francia                                                                    | 1 – 0                                                                      | Inghilterra                                                                | Amichevole                                                                 | -                                                                          |                                                                            |
| 28-5-2008                                                                  | Londra                                                                     | Inghilterra                                                                | 2 – 0                                                                      | Stati Uniti                                                                | Amichevole                                                                 | -                                                                          |                                                                            |
| 1-6-2008                                                                   | Port of Spain                                                              | Trinidad e Tobago                                                          | 0 – 3                                                                      | Inghilterra                                                                | Amichevole                                                                 | -                                                                          | 46’                                                                        |
| 20-8-2008                                                                  | Londra                                                                     | Inghilterra                                                                | 2 – 2                                                                      | Rep. Ceca                                                                  | Amichevole                                                                 | -                                                                          | 58’                                                                        |
| 10-9-2008                                                                  | Zagabria                                                                   | Croazia                                                                    | 1 – 4                                                                      | Inghilterra                                                                | Qual. Mondiali 2010                                                        | -                                                                          |                                                                            |
| 11-10-2008                                                                 | Londra                                                                     | Inghilterra                                                                | 5 – 1                                                                      | Kazakistan                                                                 | Qual. Mondiali 2010                                                        | 1                                                                          |                                                                            |
| 15-10-2008                                                                 | Minsk                                                                      | Bielorussia                                                                | 1 – 3                                                                      | Inghilterra                                                                | Qual. Mondiali 2010                                                        | -                                                                          |                                                                            |
| 1-4-2009                                                                   | Londra                                                                     | Inghilterra                                                                | 2 – 1                                                                      | Ucraina                                                                    | Qual. Mondiali 2010                                                        | -                                                                          | 88’                                                                        |
| 12-8-2009                                                                  | Amsterdam                                                                  | Paesi Bassi                                                                | 2 – 2                                                                      | Inghilterra                                                                | Amichevole                                                                 | -                                                                          |                                                                            |
| 10-10-2009                                                                 | Dnipropetrovs'k                                                            | Ucraina                                                                    | 1 – 0                                                                      | Inghilterra                                                                | Qual. Mondiali 2010                                                        | -                                                                          |                                                                            |
| 14-10-2009                                                                 | Londra                                                                     | Inghilterra                                                                | 3 – 0                                                                      | Bielorussia                                                                | Qual. Mondiali 2010                                                        | -                                                                          |                                                                            |
| 24-5-2010                                                                  | Londra                                                                     | Inghilterra                                                                | 3 – 1                                                                      | Messico                                                                    | Amichevole                                                                 | -                                                                          | 46’                                                                        |
| 30-5-2010                                                                  | Graz                                                                       | Giappone                                                                   | 1 – 2                                                                      | Inghilterra                                                                | Amichevole                                                                 | -                                                                          |                                                                            |
| 12-10-2010                                                                 | Londra                                                                     | Inghilterra                                                                | 0 – 0                                                                      | Montenegro                                                                 | Qual. Euro 2012                                                            | -                                                                          |                                                                            |
| 17-11-2010                                                                 | Londra                                                                     | Inghilterra                                                                | 1 – 2                                                                      | Francia                                                                    | Amichevole                                                                 | -                                                                          | 46’                                                                        |
| 4-6-2011                                                                   | Londra                                                                     | Inghilterra                                                                | 2 – 2                                                                      | Svizzera                                                                   | Qual. Euro 2012                                                            | -                                                                          | 88’                                                                        |
| Totale                                                                     |                                                                            | Presenze (15º posto)                                                       | 81                                                                         |                                                                            | Reti                                                                       | 3                                                                          |                                                                            |

## Palmarès

### Club

#### Competizioni nazionali
- Campionato inglese: 6

Manchester United: 2002-2003, 2006-2007, 2007-2008, 2008-2009, 2010-2011, 2012-2013
- Community Shield: 6

Manchester United: 2003, 2007, 2008, 2010, 2011, 2013
- Coppa d'Inghilterra: 1

Manchester United: 2003-2004
- Coppa di Lega inglese: 3

Manchester United: 2005-2006, 2008-2009, 2009-2010

#### Competizioni internazionali
- Coppa Intertoto UEFA: 1

West Ham: 1999
- UEFA Champions League: 1

Manchester United: 2007-2008
- Coppa del mondo per club: 1

Manchester United: 2008

### Individuale
- Squadra dell'anno della PFA: 5

2002, 2005, 2007, 2008, 2009
- FIFPro World XI: 1

2007-2008